# Назареи (секта, XIX век)
Назаре́и — христианская секта в Российской империи. Назареи отделились от молокан в сороковых годах XIX века. Родоначальником назареев был Кузьма Алексеевич Кабинетов, житель села Джебаны (Джабаны-Русское) Шемахинского уезда. Продолжателями учения Кабинетова были отец и сын Гулины. Назареи описаны Булгаковым в книге, изданной в 1913 году «Справочник по ересям, сектам и расколам». К 1913 году, как сообщает Булгаков, назареи существовали только в двух местах — в Баку и в селе Хильмиллях Шемахинского уезда в Закавказье. Ф. М. Путинцев, в книге, написанной им в 1935 году, сообщает, что назареи существовали ранее в бо́льших населённых пунктах: село Козлучай (Хильмилли), село Джебаны, село Кызмейдан (Астраханка), село Чухур-юрт и город Баку, он же пишет о том, что больше всего было назареев в селе Козлучай, а именно 814 человек.
Главной особенностью назареев является их учение о том, что Иисус Христос, воплотившись только один раз от Девы Марии, но Своею Божественной премудростью обитал от начала мира во плоти многих праведников, «постепенно переходя из одной плоти в другую по родам душ преподобных». Так, Христос прежде обитал во плоти Авеля, Ноя и других ветхозаветных праведников, затем Христос был во плоти Уклеина, Кабинетова и его преемника Гулина. Свое учение назареи основывали на стихе Книги Премудрости Соломоновой «Она (премудрость Божия) — одна, но может все, и, пребывая в самой себе, все обновляет, и, переходя из рода в род в святые души, приготовляет друзей Божиих и пророков» (Прем. 7:27). Обряды у назареев такие же, как и у молокан, но они считают их не просто обрядами, а и таинствами: если кто изменяет обряд, тот лишается наследия святых. По завету Кабинетова, назареи не должны вкушать мяса, пить вина; внешним отличием их должны служить длинные волосы. В начале XX века назареи слились с молоканами.